# Заря (Тамбовская область)
Заря́ — посёлок в Тамбовском районе Тамбовской области Российской Федерации. Входит в Столовский сельсовет.

## История
На территории нынешней Зари существовал хутор, так называемый «второй участок», входивший в состав села Столовое. В годы коллективизации в Советском Союзе этот хутор был преобразован в новый посёлок под именем Заря в 1930 году. С момента его образования его жители получали большие зарплаты благодаря промышленным предприятиям образованным там. Это всё способствовало переселению с соседних населённых пунктов в посёлок, такие как: Большая и Малая Талинка, Новая Ляда и Столовое.

## География
Расположен в 23 км к северо-востоку от административного центра Тамбовской области - Тамбова. Недалеко от посёлка протекает река Талинка и Зарёвский пруд. Ближайшими населенными пунктами являются село Столовое и Новая Ляда.

## Улицы
В посёлке 4 улицы:
1. Центральная улица.
2. Восточная улица.
3. Садовая улица.
4. Новая улица.

## Население
| 2002 | 2010 |
| ---- | ---- |
| 164  | ↘142 |

В 2002 году в посёлке проживал —161 житель.
в 2010 году в посёлке проживал —141 житель.